# Candoshi-Shapra jezik
Candoshi-Shapra jezik (ISO 639-3: cbu; candoshi, candoxi, kandoshi, murato), indijanski jezik iz Perua kojim uz rijeke Morona, Pastaza, Huitoyacui i Chapuli govori oko 3 000 Indijanaca (1981 SIL) iz plemena Candoshi (Kandoshi) i Shapra.
Klasificira se na različite načine, u porodicu jivaroan ili izolirano, te uz moguću daljnju srodnost s aravačkim jezicima. U Peruu služben uz sve ostale jezike; latinica.

## Vanjske poveznice
- Ethnologue (14th)
- Ethnologue (15th)